# Sentier de grande randonnée 107
Le sentier de grande randonnée 107 ou GR 107 suit le médiéval chemin des Bonshommes dans les Pyrénées. Les sentiers de grande randonnée ont été tracés en France par la Fédération française de randonnée pédestre.

## Toponymie
Les sentiers de grande randonnée sont, en France, gérés par la fédération française de randonnée pédestre. Ils sont numérotés et l'usage est de les nommer avec « GR » (pour grande randonnée) suivi du numéro : ici, GR 107. Les « bons hommes » sont le nom que les cathares se donnaient eux-mêmes.
Les mêmes numéros peuvent désigner des sentiers différents dans des pays différents. Par exemple, le GR 11 espagnol longe les Pyrénées alors que le GR 11 français fait le tour de l'Île de France. Le GR107 conserve son nom sur tout le tracé international.
En catalan, le nom du sentier est GR 107 - Camí dels Bons Homes, en castillan, Camino de los Hombres Buenos ou Camino de los Cátaros.

## Tracé
Tracé général : chemin transfrontalier (224 kilomètres) dans les Pyrénées reliant les villes de Foix, en Ariège, et de Berga, en Catalogne. Il passe notamment par col de Puymorens (1 915 m) et le tripoint entre l'Andorre, l'Espagne et la France à la portella Blanca d'Andorra (2 517 m). Le trajet total dure 8 à 12 jours.
Le GR 107 est marqué sur le terrain par un balisage de deux traits de peinture horizontaux, un blanc et un rouge, à la fois en France et en Espagne.

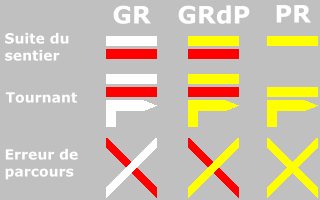
Balises des :
- GR : blanc et rouge

## Thématiques

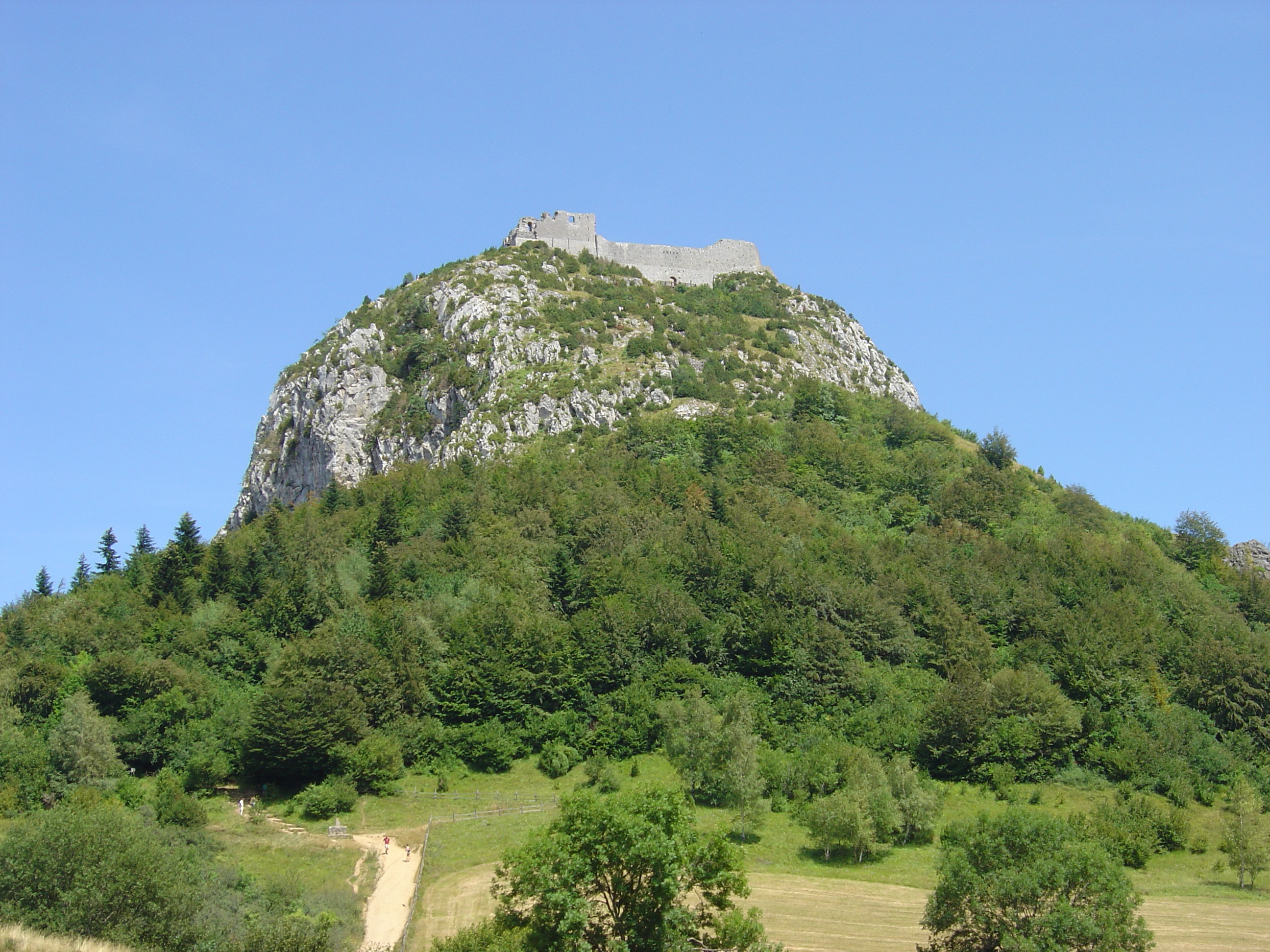
Le château de Montségur dominant le village.

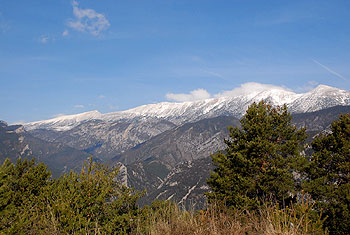
La Serra del Cadí sur le Chemin des Bonshommes.

Le GR 107 traverse des lieux d'histoire et espaces naturels : il suit le chemin des Bonshommes qui a été, du XIe au XVIe siècle, un axe économique important unissant l’Ariège et le Berguedà, en terres catalanes. Le sentier permet entre autres de visiter les sites cathares de Roquefixade, Montségur, Montaillou en Ariège. Il s’agissait aussi d’un itinéraire d’exil, pour les derniers cathares fuyant l’Inquisition, refusant le reniement de leur foi et la mort, pour aller chercher refuge en Catalogne.
En ce qui concerne les espaces naturels, la réserve nationale d’Orlu et le parc naturel de Cadi-Moixero sont sur le parcours.

## Points forts
Paysages, montagne, histoire, faune sauvage, transfrontalier, chemin faisant l’objet d’une démarche de qualité commune entre les différents prestataires français et catalans (coopération transnationale LEADER+). Ce chemin se parcourt également à cheval (tourisme équestre) ou en VTT. Des ânes de randonnée peuvent être loués.